# Język czukocki
Język czukocki – język Czukczów, zaliczany do gałęzi czukockiej języków czukocko-kamczackich. Mówi nim 8526 osób. Poza Czukczami językiem tym posługuje się jeszcze społeczność wymierającego ludu Kereków oraz część Czuwańców.
Ma kilka dialektów: ueleński (najważniejszy), czauński, enmyliński, nunligrański i chotyrski. Różnice między dialektami są niewielkie.
W języku czukockim występuje harmoniczność samogłosek. Zaliczany do języków aglutynacyjnych. Ma kilka typów deklinacji i koniugacji. Czasownik odmienia się ze względu na podmiot i dopełnienie (podobnie jak w języku baskijskim). Cechą charakterystyczną składni jest ergatywność. W słownictwie występuje dużo zapożyczeń z rosyjskiego.
Od 1931 pismo oparte na alfabecie łacińskim; od 1936 na cyrylicy z dodatkiem liter Ӄӄ i Ӈӈ.

## Alfabet
| А а | Б б | В в | Г г | Д д | Е е | Ё ё | Ж ж | З з | И и |
| Й й | К к | Ӄ ӄ | Л л | Ԓ ԓ | М м | Н н | Ӈ ӈ | О о | П п |
| Р р | С с | Т т | У у | Ф ф | Х х | Ц ц | Ч ч | Ш ш | Щ щ |
| Ъ ъ | Ы ы | Ь ь | Э э | Ю ю | Я я | ʼ   |     |     |     |